# Fomalhaut b
Fomalhaut b was een mogelijke exoplaneet op een afstand van ongeveer 25 lichtjaar. De planeet draait om de ster Fomalhaut, in het sterrenbeeld Zuidervis. De planeet werd in 2008 ontdekt op beelden gemaakt door de Ruimtetelescoop Hubble. Hiermee was de planeet samen met de ontdekking van drie planeten rondom HR 8799, waarvan de ontdekking op dezelfde dag bekend werd gemaakt, de eerste exoplaneet die door middel van directe beelden werd bevestigd.
Later werd de identificatie als een exoplaneet betwijfeld. 

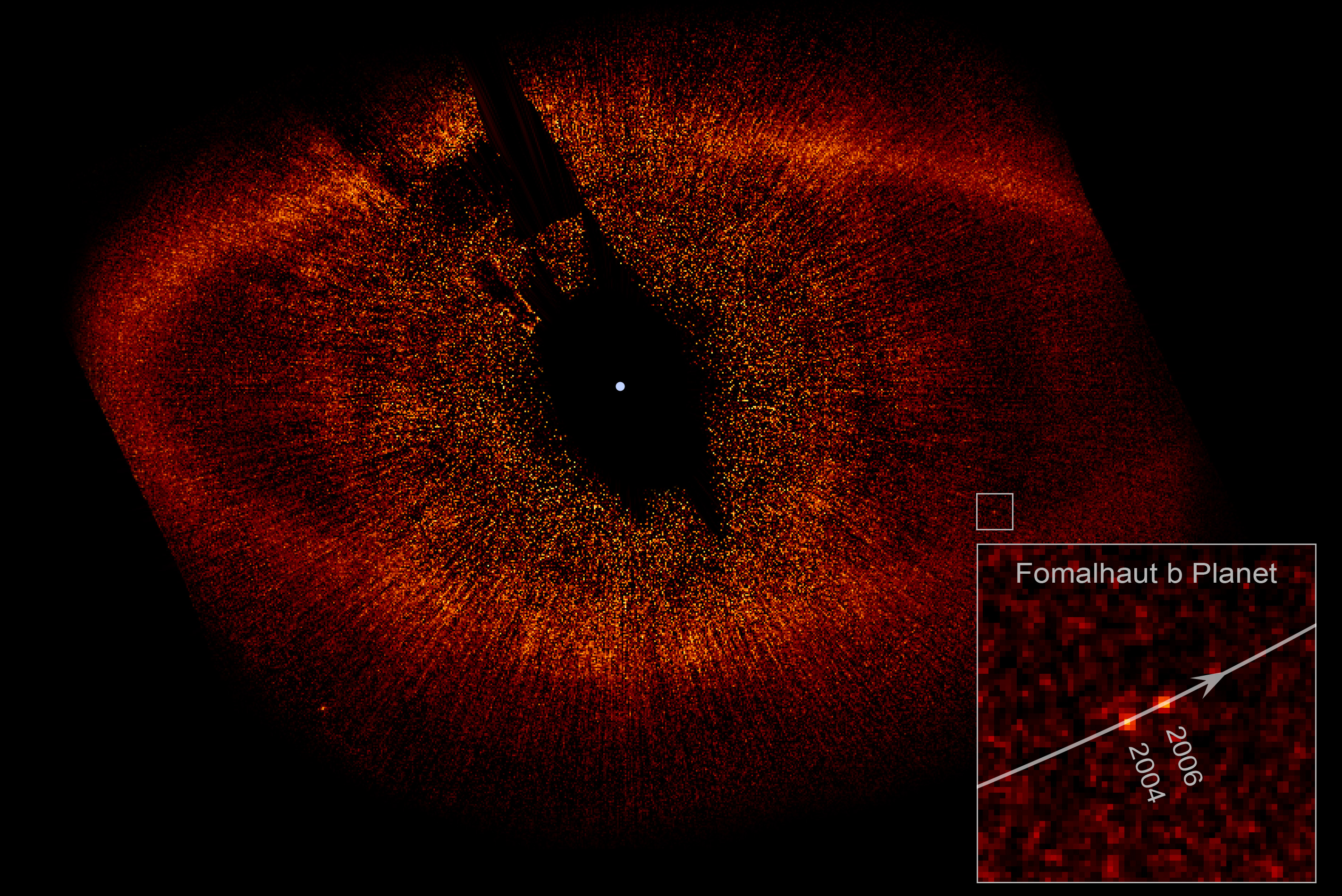
Fomalhaut b's positie in 2004 en 2006, binnen de stofring van Fomalhaut

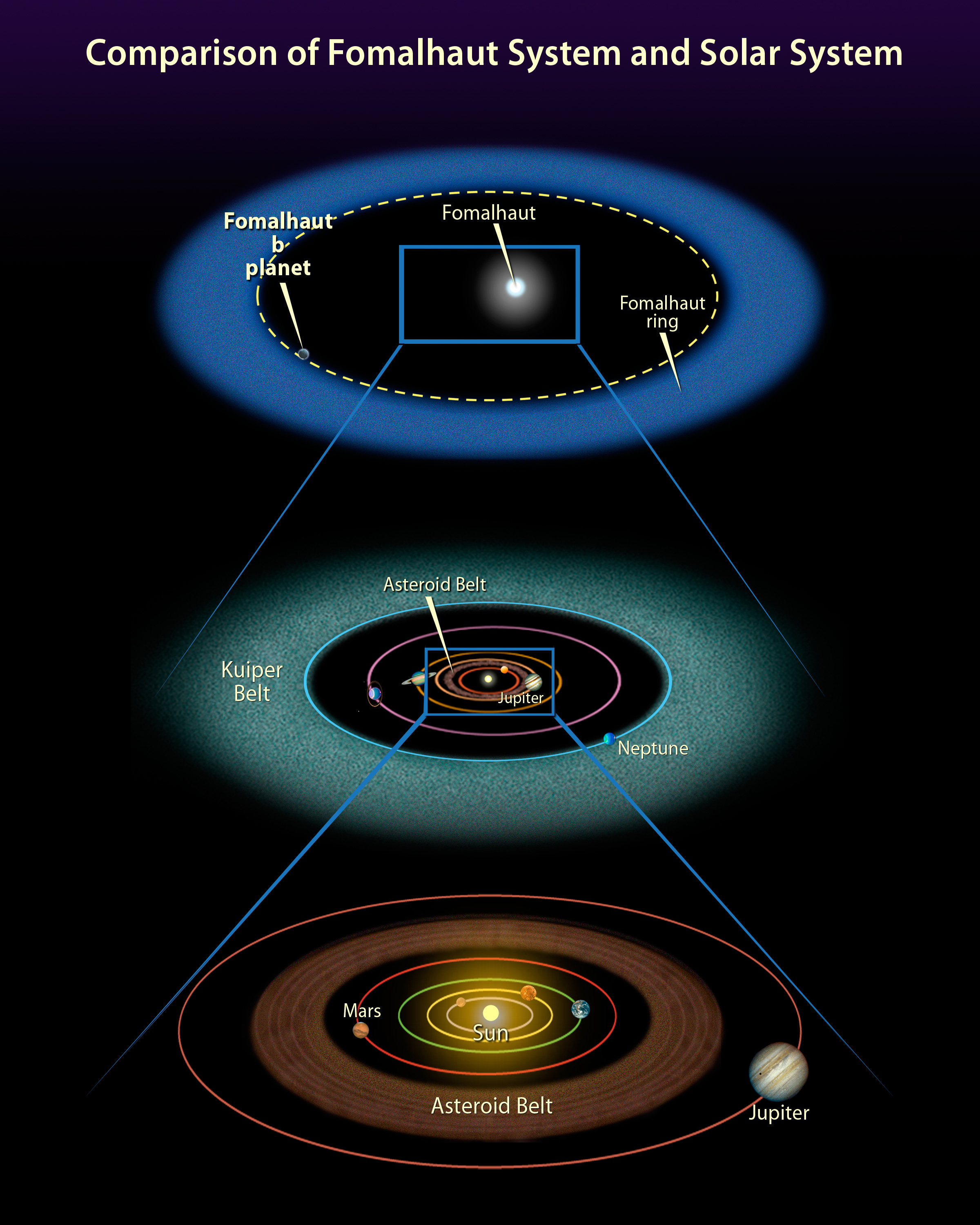
Vergelijking tussen het planetenstelsel van Fomalhaut en het Zonnestelsel